# Увельский район
Уве́льский райо́н — административно-территориальная единица (район) и одноимённое муниципальное образование (муниципальный район) в Челябинской области России.
Административный центр — посёлок Увельский.

## География
Увельский район граничит с землями Троицкого, Пластовского, Еткульского и Октябрьского районов. Площадь территории — 2330,2 км², сельскохозяйственные угодья — 157,8 тыс. га.

### Природа, климат
Увельский муниципальный район расположен в водоразделе 3-х рек: Кабанка, Сухарыш, Увелька. На территории района находятся 95 крупных озёр, множество мелких озёр, кроме того, в районе имеются 20 озёр с совершенно разным составом воды и дна. Озеро Дуванкуль является одним из крупнейших озёр области, где ведётся промышленный лов различных пород рыбы.
Климат района — континентальный. Преобладающее направление ветров — юго-западного и северного направлений. Продолжительность безморозного периода в среднем 137 дней. Количество осадков меняется с севера на юг от 450 мм до 410 мм, а с запада на восток от 400 мм до 360 мм. 

### Памятники природы
В районе имеется 6 памятников природы, охраняемых государством: Кичигинский лесной Бор, Хомутининский лесной Бор, озеро Пахомово, озеро Подборное, озеро Горькое, Жеремякский карстовый Лог. Кичигинский лесной Бор и Хомутининский лесной Бор с богатейшим видовым составом подлеска и травостоя имеют большое рекреационное и водоохранное значение. Озеро Пахомово славится своей щелочной средой и минеральными грязями, которые обладают целебными свойствами. Озеро Горькое является самым ценным природным объектом Зауралья. Жемчужиной природы является Жемерякский карстовый лог с огромным запасом чистейшей пресной воды.
На знаменитом пятиозерье в селе Хомутинино все озера расположены рядом и обладают уникальными лечебными свойствами. На берегу озера Подборное построен бальнеологический санаторий «Урал», где лечат желудочно-кишечные, опорно-двигательные и сердечно-сосудистые заболевания. Вода озера Подборное имеет коричневатый цвет и мыльная на ощупь. Рапа озера Подборное имеет хлоридно-гидрокарбонатный натриевый состав, щелочную реакцию среды с малой минерализацией. Минерализация составляет 6,83 г/дмЗ; рН 9,28. Рекомендована для наружного применения при лечении заболеваний опорно-двигательного аппарата, нервной системы, кожи. В сочетании с солнцем очень эффективна при кожных заболеваниях.
Бальнеологическое заключение ФГУН «Екатеринбургский медицинский научный центр профилактики и охраны здоровья рабочих промпредприятий Роспотребнадзора» от 21.03.07 г. № 11/396; протокол лабораторных испытаний № 1945.11.10 от 25.11.10
Со дна озера Подборное добывается лечебная грязь, которая относится к сульфидным сапропелевым лечебным грязям. Минерализация составляет 9,94 г/дм3, рН 9,10. Рекомендована для лечения заболеваний желудочно-кишечного тракта, опорно-двигательного аппарата, периферической и центральной нервной системы, мочеполовых органов, гинекологических, кожи. Бальнеологическое заключение ФГУН «Екатеринбургский медицинский научный центр профилактики и охраны здоровья рабочих промпредприятий Роспотребнадзора» от 26.06.09 г. № 11/1616; протокол лабораторных испытаний № 1745.11.09 от 20.05.09 г.

## История
Первые русские населённые пункты на Увельской земле впервые появились в середине XVIII века как военные поселения, вошедшие затем в состав Оренбургского казачьего войска. В 1748 году появилось первое поселение — станица Кичигинская, сейчас село Кичигино, а в 1749 году станица Нижнеувельская (ныне город Южноуральск) как центр увельского казачества с наказным атаманом во главе. Позднее, в 1758—1759 годах, закладываются казачьи станицы Хомутининская и Дуванкульская. В первой половине XIX столетия территория района стала заселяться крепостными крестьянами из Курской, Тамбовской, Пензенской и других губерний России.
Увельский район образован 24 мая 1924 года на основе территорий Андреевской волости (и части территорий соседних волостей) Троицкого уезда Оренбургской губернии.
К началу 20 века на территории современного Увельского района располагалось три волости: Андреевская (центр — село Петровка), Егорьевская (село Мордвиновка) и Екатерининская (село Николаевка), а также станица Нижне-Увельская, которой подчинялось 26 казачьих поселений.
Официальная дата образования района — 1924 год, тогда же и станица Увельская переименована в поселок, который и стал районным центром.
Развитию промышленности способствовали богатые месторождения полезных ископаемых: строительного и формовочного песка, огнеупорной глины. В 1926 году создано Нижне-Увельское карьероуправление треста «Востоксталь» по добыче для металлургических предприятий страны огнеупорной глины и песка (ныне «Челябинское рудоуправление»). Образована артель «Ударник» по производству кирпича из увельской глины. Создан Красносельский баритовый рудник, началась промышленная добыча каменного угля на угольных разрезах Красногорский и Кулляр. Старейшим предприятием считается железнодорожная станция Нижне-Увельская (действует с 1912 года). Здание железнодорожной станции было построено по проекту знаменитого архитектора, писателя Н. Г. Гарина-Михайловского.

## Население
| 2002    | 2005    | 2006    | 2007    | 2008    | 2009    | 2010    |
| ------- | ------- | ------- | ------- | ------- | ------- | ------- |
| 32 188  | ↘31 500 | ↗31 700 | ↗31 951 | ↘31 860 | ↘31 483 | ↗31 867 |
| 2011    | 2012    | 2013    | 2014    | 2015    | 2016    | 2017    |
| ↗31 891 | ↘31 627 | ↘31 434 | ↘31 235 | ↘31 179 | ↗31 438 | ↗31 733 |
| 2018    | 2019    | 2020    | 2021    | 2023    |         |         |
| ↗31 896 | ↘31 886 | ↘31 661 | ↘31 281 | ↘31 033 |         |         |

### Национальный состав
Русские составляют 91,8 %, украинцы — 1,9 %, татары — 1,5 %, белорусы — 0,6 %, башкиры — 0,7 %, прочие национальности — 3,5 %.

## Территориальное устройство
Увельский район как административно-территориальная единица области делится на 10 сельсоветов. Увельский муниципальный район, в рамках организации местного самоуправления, включает соответственно 10 муниципальных образований со статусом сельских поселений:
| №  | Муниципальное образование         | Административный центр | Количество населённых пунктов | Население (чел.) | Площадь (км²) |
| -- | --------------------------------- | ---------------------- | ----------------------------- | ---------------- | ------------- |
| 1  | Каменское сельское поселение      | посёлок Каменский      | 5                             | ↘3152            | 360,94        |
| 2  | Кичигинское сельское поселение    | село Кичигино          | 4                             | ↘4906            | 147,57        |
| 3  | Красносельское сельское поселение | село Красносельское    | 3                             | ↘1973            | 197,16        |
| 4  | Мордвиновское сельское поселение  | село Мордвиновка       | 1                             | ↗526             | 139,12        |
| 5  | Петровское сельское поселение     | село Петровское        | 7                             | ↘1587            | 445,86        |
| 6  | Половинское сельское поселение    | село Половинка         | 5                             | ↗2041            | 190,92        |
| 7  | Рождественское сельское поселение | село Рождественка      | 4                             | ↘2359            | 432,86        |
| 8  | Увельское сельское поселение      | посёлок Увельский      | 4                             | ↘11 381          | 52,86         |
| 9  | Хомутининское сельское поселение  | село Хомутинино        | 2                             | ↗1617            | 167,11        |
| 10 | Хуторское сельское поселение      | село Хуторка           | 6                             | ↗1642            | 164,49        |

### Населённые пункты
В Увельском районе 41 населённый пункт.
| №  | Населённый пункт | Тип              | Население | Муниципальное образование         |
| -- | ---------------- | ---------------- | --------- | --------------------------------- |
| 1  | Андреевка        | деревня          | ↗65       | Петровское сельское поселение     |
| 2  | Берёзовка        | посёлок          | ↗896      | Каменское сельское поселение      |
| 3  | Большое Шумаково | деревня          | ↘454      | Петровское сельское поселение     |
| 4  | Водопойка        | деревня          | ↘804      | Половинское сельское поселение    |
| 5  | Вялково          | деревня          | ↘64       | Хуторское сельское поселение      |
| 6  | Гагарье          | деревня          | ↘44       | Хуторское сельское поселение      |
| 7  | Дружный          | посёлок          | ↘3        | Половинское сельское поселение    |
| 8  | Дуванкуль        | село             | ↗501      | Рождественское сельское поселение |
| 9  | Зелёный Лог      | посёлок          | ↘206      | Каменское сельское поселение      |
| 10 | Кабанка          | село             | ↘183      | Каменское сельское поселение      |
| 11 | Каменский        | посёлок          | ↘1862     | Каменское сельское поселение      |
| 12 | Катаево          | село             | ↗137      | Увельское сельское поселение      |
| 13 | Каштак           | деревня          | ↘0        | Петровское сельское поселение     |
| 14 | Кичигино         | село             | ↗2523     | Кичигинское сельское поселение    |
| 15 | Ключи            | деревня          | ↘310      | Рождественское сельское поселение |
| 16 | Копанцево        | деревня          | ↗172      | Хомутининское сельское поселение  |
| 17 | Красносельское   | село             | ↗1587     | Красносельское сельское поселение |
| 18 | Луговая          | деревня          | ↗148      | Половинское сельское поселение    |
| 19 | Малое Шумаково   | село             | ↘520      | Петровское сельское поселение     |
| 20 | Марково          | деревня          | ↘61       | Хуторское сельское поселение      |
| 21 | Мирный           | посёлок          | ↘276      | Увельское сельское поселение      |
| 22 | Михайловка       | деревня          | ↘0        | Петровское сельское поселение     |
| 23 | Михири           | посёлок          | ↘197      | Красносельское сельское поселение |
| 24 | Мордвиновка      | село             | ↗526      | Мордвиновское сельское поселение  |
| 25 | Нагорный         | посёлок          | ↗1177     | Кичигинское сельское поселение    |
| 26 | Нехаево          | деревня          | ↘40       | Хуторское сельское поселение      |
| 27 | Песчаное         | село             | ↘798      | Хуторское сельское поселение      |
| 28 | Петровское       | село             | ↘840      | Петровское сельское поселение     |
| 29 | Подгорный        | посёлок          | ↘209      | Каменское сельское поселение      |
| 30 | Половинка        | село             | ↘956      | Половинское сельское поселение    |
| 31 | Родионово        | деревня          | ↘172      | Рождественское сельское поселение |
| 32 | Рождественка     | село             | ↗1489     | Рождественское сельское поселение |
| 33 | Синий Бор        | посёлок          | ↗1054     | Кичигинское сельское поселение    |
| 34 | Сосновка         | деревня          | ↘15       | Половинское сельское поселение    |
| 35 | Сухарыш          | посёлок          | ↘245      | Красносельское сельское поселение |
| 36 | Татарка          | деревня          | ↘53       | Петровское сельское поселение     |
| 37 | Увельский        | посёлок          | ↗10 747   | Увельское сельское поселение      |
| 38 | Упрун            | посёлок ж.д. ст. | ↘120      | Увельское сельское поселение      |
| 39 | Формачёво        | посёлок ж.д. ст. | ↗343      | Кичигинское сельское поселение    |
| 40 | Хомутинино       | село             | ↗1520     | Хомутининское сельское поселение  |
| 41 | Хуторка          | село             | ↗774      | Хуторское сельское поселение      |

Исчезнувшие населённые пункты
- Бараново
- Васильевка
- Большая Нехорошевка
- Мутное

## Экономика
Площадь, занимаемая под сельхозугодья, составляет 158 363 гектара. В центре района, поселке Увельский, расположен один из крупнейших в области комбинат хлебопродуктов «Злак». Ведущие предприятия и отрасли района — ООО «Ресурс», ООО «УВЕЛКА», ООО «Кварц», колхоз «Рассвет», молочный комбинат «Камела», «Увельский Агропромснаб», научно-производственный кооператив «Альтернатива», агрофирма «Калининская», Кичигинский ремонтный завод и другие.

## Транспорт
Через район проходит крупная железнодорожная магистраль с грузопассажирской станцией Нижнее-Увельская. Район привязан к автодорогам республиканского значения Челябинск — Алма-Ата, Челябинск — Карталы.

## Социальная сфера
В районе ежегодно проводятся летние и зимние спартакиады, Дни культуры сельских территорий, Дни сельских территорий. Увельский район неоднократно становился местом проведения крупных спортивных мероприятий: III Всероссийские сельские спортивные игры, II летняя Спартакиада учащихся России, чемпионат Европы по городошному спорту, чемпионат России по русской лапте, международный турнир по самбо «Дружба» и др.

## Образование
Система образования включает в себя 23 школы (13 средних общеобразовательных, 7 основных общеобразовательных, 3 начальные), 22 детских дошкольных учреждений, 3 учреждения дополнительного образования, учебно-производственный комбинат, детско-юношеская спортивная школа (на протяжении многих лет занимает 1 место по области среди сельских районов).
Абсолютная успеваемость в школах района составляет 93 %.Качественная успеваемость составляет 32 %.
В районе оборудован 21 компьютерный класс, работает межшкольный методический центр. В областном смотре-конкурсе по организации летнего отдыха детей район держит первенство. По результатам ЕГЭ Увельский район назван в числе лучших сельских районов области. На протяжении ряда лет Увельский район занимает 1 место в областной Спартакиаде школьников.

## Природа
Общая площадь земельного фонда составляет 230,2 тыс. га, в том числе площадь сельскохозяйственных угодий — 157,5 тыс. га, территория промышленных предприятий — 3,1 тыс.га.
На территории района находятся 5 памятников природы, охраняемых государством: Жемерякский карстовый лог, Кичигинский и Дуванкульский боры, озера Горькое, Подборное с целебными водами и грязями.
Увельский муниципальный район расположен в водоразделе 3-х рек: Кабанка, Сухарыш, Увелька. На территории района находятся 95 крупных озер, множество мелких озер, кроме того, в районе имеются 20 озер с совершенно разным составом воды и дна. Озеро Дуванкуль является одним из крупнейших озер области, где ведется промышленный лов различных пород рыбы.
Климат района — континентальный с резкими колебаниями температур. Преобладающее направление ветров — юго-западного и северного направлений. Продолжительность безморозного периода в среднем 137 дней. Количество осадков, в среднем, составляет 340 мм в год.
Жемчужиной природы является Жемерякский карстовый лог с огромным запасом чистейшей пресной воды. Увельский район занимает 4 место среди муниципальных образований Челябинской области по количеству пещер.
В районе сохранилась богатая и разнообразная фауна. Водятся лоси, косули, козы, лисицы, зайцы и пр. Имеется большое разнообразие пернатой дичи.

## Телевидение
Принимаемые каналы: Первый канал, Россия-1, ТНТ, ОТВ, Звезда, НТВ.

## Известные люди
- Антипин Михаил Иванович (17.08.1925, село Рождественка — 15.05.1995) — Герой Советского Союза, гвардии красноармеец
- Бунина Ольга Николаевна — четырёхкратная чемпионка мира по армрестлингу.
- Гладышев Иван Васильевич (01.10.1906, деревня Монастырка — 29.08.1975, с. Кичигино) — герой Великой Отечественной войны, полный кавалер Ордена Славы
- Дружинин Георгий Иванович (23.04.1895, село Николаевка —  18.07.1969, Рига) — советский военачальник, генерал-майор.
- Зубов Виталий Васильевич (26.06.1926, город Златоуст — 02.02.2003, с. Кичигино) — Почетный гражданин Увельского района, дважды кавалер Ордена Трудового Красного Знамени
- Кутепов Александр Иванович (20.12.1922, село Петровка — 04.12.2011, пос. Увельский) — герой Великой Отечественной войны, полный кавалер Ордена Славы
- Литовченко Анатолий Григорьевич (род. 01.01.1960, село Бурли) — Депутат Государственной Думы Федерального Собрания Российской Федерации VII созыва, Почетный гражданин Увельского района
- Павлова Маргарита Николаевна (род. 22.01.1979 с. Кичигино) — российская тележурналистка и политик, член Совета Федерации (с 2019)